# Шафрановський Іларіон Іларіонович
Іларіо́н Іларіо́нович Шафрано́вський (*1907, Гатчина—†1994) — російський кристалограф і мінералог. Заслужений діяч науки РРФСР, лауреат премії імені Є. С. Федорова, член-кореспондент Міжнародного комітету з історії геологічних наук, доктор геолого-мінералогічних наук, професор. Був асистентом Болдирєва А. К..